# Chumphon (Provinz)
Chumphon (Thai: ชุมพร) ist eine Provinz (Changwat) in der Südregion von Thailand. Die Hauptstadt der Provinz heißt ebenfalls Chumphon.

## Geographie
Die Provinz Chumphon liegt am Golf von Thailand und umfasst einen Teil des Isthmus von Kra, der mit 40 Kilometer Küstenabstand die topographisch engste Stelle der Malaiischen Halbinsel darstellt. Hier ist somit der Landweg zwischen dem Indischen Ozean und dem Pazifischen Ozean am kürzesten. Im Süden und Osten liegen Niederungen mit ausgedehnten Obstplantagen. In den höheren Bereichen des Westens sind einige Erzminen sowie meist unerschlossene Höhlen und Grotten.
Chumphon besitzt eine 222 Kilometer lange Küstenlinie, die von zahlreichen größeren und kleinen Inseln sowie Felsriffen begleitet wird. Der weiße Sandstrand grenzt häufig an kleine Kokospalmen-Wälder.
| Angrenzende Provinzen und Gebiete: | Angrenzende Provinzen und Gebiete:   |
| ---------------------------------- | ------------------------------------ |
| Norden                             | Prachuap Khiri Khan                  |
| Osten                              | Küste zum Golf von Thailand          |
| Süden                              | Surat Thani                          |
| Westen                             | Ranong und die Landesgrenze zu Burma |

### Klima
Das Klima ist tropisch-monsunal, hier ist bereits der Nordost-Monsun zu spüren, so dass die meisten Niederschläge typischerweise zwischen November und Januar fallen. Die Höchsttemperatur im Jahr 2008 betrug 34,8 °C, die tiefste Temperatur wurde mit 19,4 °C gemessen. An 163 Regentagen fielen in demselben Jahr 1617,2 mm Niederschlag.
|                       | Jan  | Feb  | Mär  | Apr  | Mai  | Jun  | Jul  | Aug  | Sep  | Okt  | Nov  | Dez  |   |      |
| Mittl. Tagesmax. (°C) | 29,7 | 31,0 | 32,3 | 33,7 | 33,0 | 31,6 | 31,2 | 30,9 | 31,1 | 30,5 | 29,5 | 29,1 | ⌀ | 31,1 |
| Mittl. Tagesmin. (°C) | 19,6 | 21,0 | 21,9 | 23,1 | 23,6 | 23,7 | 23,4 | 23,6 | 23,5 | 23,2 | 22,1 | 20,5 | ⌀ | 22,4 |
|                       |      |      |      |      |      |      |      |      |      |      |      |      |   |      |
| Niederschlag (mm)     | 97   | 65   | 58   | 77   | 185  | 174  | 182  | 195  | 158  | 302  | 358  | 126  | Σ | 1977 |
|                       |      |      |      |      |      |      |      |      |      |      |      |      |   |      |
| Sonnenstunden (h/d)   | 8,2  | 9,4  | 8,7  | 8,0  | 6,4  | 5,9  | 6,3  | 5,8  | 5,7  | 5,4  | 4,8  | 6,4  | ⌀ | 6,7  |
|                       |      |      |      |      |      |      |      |      |      |      |      |      |   |      |
| Luftfeuchtigkeit (%)  | 81   | 80   | 78   | 78   | 81   | 82   | 83   | 83   | 84   | 86   | 85   | 82   | ⌀ | 81,9 |

| 19,6 |

| 21,0 |

| 21,9 |

| 23,1 |

| 23,6 |

| 23,7 |

| 23,4 |

| 23,6 |

| 23,5 |

| 23,2 |

| 22,1 |

| 20,5 |

| 19,6 |

| 21,0 |

| 21,9 |

| 23,1 |

| 23,6 |

| 23,7 |

| 23,4 |

| 23,6 |

| 23,5 |

| 23,2 |

| 22,1 |

| 20,5 |

## Wirtschaft und Bedeutung
Chumphon lebt von der Landwirtschaft, die hier hauptsächlich als Obstanbau betrieben wird. Etwa die Hälfte des Territoriums ist landwirtschaftlich nutzbar, fast 10 % bestehen aus Wäldern. Es finden sich neben Kaffeeplantagen auch größere Anbauflächen für Palmöl. Daneben gibt es reichen Fischfang an der Küste.
Das „Gross Provincial Product“ (Bruttoinlandsprodukt) der Provinz betrug 2008 52.337 Millionen Baht.

### Daten
Die unten stehende Tabelle zeigt das „Gross Provincial Product“ (GPP – Bruttoinlandsprodukt) nach Wirtschaftszweig in Mio. Baht, zum gültigen Marktpreis.
| Wirtschaftszweig | 1995   | 2000   | 2007   | 2008   | 2009   |
| ---------------- | ------ | ------ | ------ | ------ | ------ |
| Landwirtschaft   | 4.901  | 7.255  | 10.059 | 11.806 | 11.352 |
| Handel           | 2.642  | 1.933  | 2.883  | 2.918  | 2.880  |
| Fertigung        | 1.738  | 1.702  | 2.036  | 2.388  | 2.273  |
| Gesamt           | 14.311 | 15.283 | 21.613 | 24.005 | 23.486 |

### Landnutzung
Für die Provinz ist die folgende Landnutzung dokumentiert:
- Waldfläche: 830.502 Rai (519,1 km²), 22,1 % der Gesamtfläche
- Landwirtschaftlich genutzte Fläche: 2.342.950 Rai (1.464,3 km²), 62,4 % der Gesamtfläche
- Nicht klassifizierte Fläche: 582.179 Rai (363,9 km²), 15,5 % der Gesamtfläche

## Geschichte
Das Gebiet der heutigen Provinz Chumphon war bereits in prähistorischen Zeiten besiedelt, wie Funde beweisen, die sich heute im Nationalmuseum Chumphon befinden. Bereits während des Reiches von Tambralinga (etwa 7. Jahrhundert) und später während des Königreiches von Ligor (heute: Nakhon Si Thammarat) war Chumphon eine der zwölf tributpflichtigen Städte. Im Königreich Ayutthaya war Chumphon eine wichtige südliche Provinz, aus der mehrfach Truppen zur Verteidigung gegen die Bedrohung durch die Burmesen ausgehoben wurden.
Während der Thesaphiban-Verwaltungsreform von Prinz Damrong Rajanubhab wurde Chumphon im Jahr 1896 Teil des Monthon Chumphon. Er fasste die Provinzen von Chumphon, Lang Suan, Kanchanadit und Chaiya zusammen. Die Verwaltung befand sich zunächst in Chumphon, wurde aber 1905 nach Ban Don, dem Zentrum von Chaiya, verlegt. Als die Provinz Chaiya 1915 in Surat Thani umbenannt wurde, wurde das Monthon Chumphon in Monthon Surat umbenannt. Im Jahr 1926 wurde es dem Monthon Nakhon Si Thammarat untergeordnet. Die Provinz Lang Suan wurde 1932 in Chumphon eingegliedert.
1989 richteten verheerende Überschwemmungen nach einem Taifun große Schäden in vielen Teilen der Provinz an.

## Sehenswürdigkeiten
- (Siehe Eintrag in Chumphon)

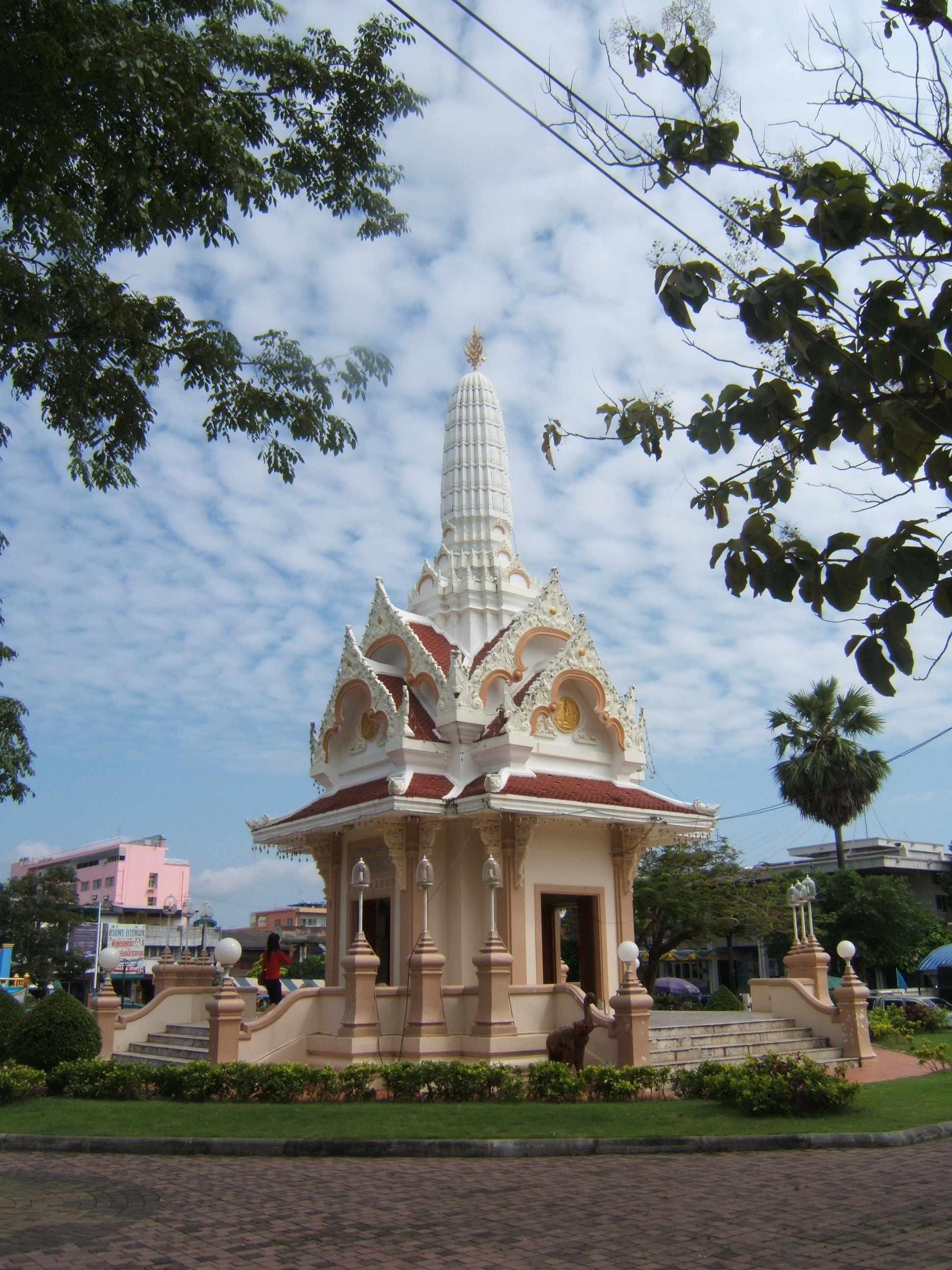
Lak Müang (Stadtsäule) von Chumphon

- Tham Pisadahn – Tropfsteinhöhle, etwa 50 km nördlich der Provinzhauptstadt

## Wappen
Das Wappen der Provinz zeigt einen Engel, der das Volk segnet. Der Engel steht zwischen zwei Feigenbäumen (Ficus racemosa) auf einem Podest. Der Feigenbaum ist auch der lokale Baum, die lokale Blume ist das Indische Blumenrohr (Canna indica).
Der Wahlspruch der Provinz Chumphon lautet (ประตูสู่ภาคใต้ ไหว้เสด็จในกรมฯ ชมไร่กาแฟ แลหาดทรายรี ดีกล้วยเล็บมือ ขึ้นชื่อรักนก):
„Tor zum Süden wird die Stadt genannt,
Der Ort der Verehrung des Schreins von Prinz Chumphon,
Wohltuende Spaziergänge durch die Kaffeeplantagen,
Haat Sairi ist der Strand für Erholung,
Kluai Lep Mue, die Finger-Bananen, wird von den Leuten geschätzt,
Schwalben formen essbare Nester.“

## Verwaltungseinheiten

### Provinzverwaltung
Die Provinz besteht aus 8 Kreisen (Amphoe), die weiter in 70 Gemeinden (Tambon) und 674 Dörfer (Muban) gegliedert sind.
| \| Nr. \| Amphoe-Name \| Thai \| \| --- \| ---------------------- \| ------------- \| \| 1 \| Amphoe Mueang Chumphon \| อำเภอเมืองชุมพร \| \| 2 \| Amphoe Tha Sae \| อำเภอท่าแซะ \| \| 3 \| Amphoe Pathio \| อำเภอปะทิว \| \| 4 \| Amphoe Lang Suan \| อำเภอหลังสวน \| \| 5 \| Amphoe Lamae \| อำเภอละแม \| \| 6 \| Amphoe Phato \| อำเภอพะโต๊ะ \| \| 7 \| Amphoe Sawi \| อำเภอสวี \| \| 8 \| Amphoe Thung Tako \| อำเภอทุ่งตะโก \| |                        |               |
| Nr. | Amphoe-Name            | Thai          |
| 1 | Amphoe Mueang Chumphon | อำเภอเมืองชุมพร |
| 2 | Amphoe Tha Sae         | อำเภอท่าแซะ    |
| 3 | Amphoe Pathio          | อำเภอปะทิว     |
| 4 | Amphoe Lang Suan       | อำเภอหลังสวน   |
| 5 | Amphoe Lamae           | อำเภอละแม     |
| 6 | Amphoe Phato           | อำเภอพะโต๊ะ    |
| 7 | Amphoe Sawi            | อำเภอสวี       |
| 8 | Amphoe Thung Tako      | อำเภอทุ่งตะโก   |

### Lokalverwaltung
Für das ganze Gebiet der Provinz besteht eine Provinz-Verwaltungsorganisation (องค์การบริหารส่วนจังหวัด, kurz อบจ., Ongkan Borihan suan Changwat; englisch Provincial Administrative Organization, PAO).
In der Provinz gibt es zwei Städte (เทศบาลเมือง – Thesaban Mueang): Lang Suan (เทศบาลเมืองหลังสวน) und Chumphon (เทศบาลเมืองชุมพร).
Daneben gibt es 13 Kleinstädte (เทศบาลตำบล – Thesaban Tambon).